# ناغويا

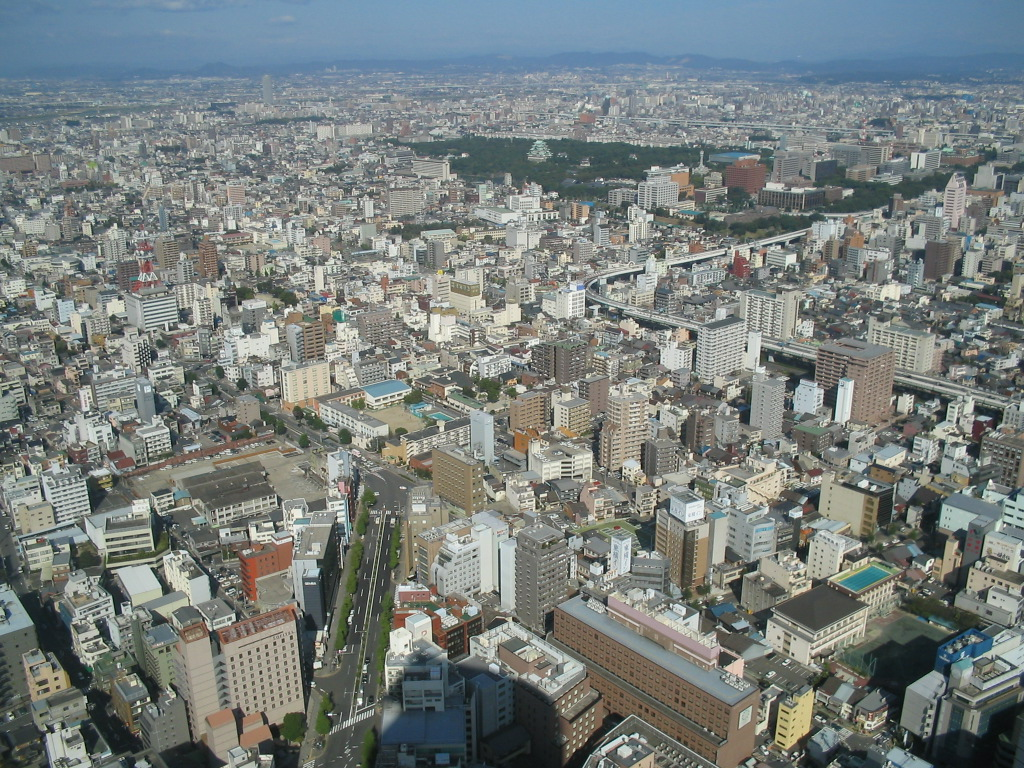
ناغويا: منظر عام للمدينة من على قمة أحد الأبراج.

ناغويا (باليابانية: 名古屋市 ناغويا-شي) هي مدينة في اليابان، وعاصمة «محافظة آييتشي»، تقع في الناحية الجنوبية من جزيرة «هونشو» (أكبر جزر البر الياباني). يبلغ عدد سكانها حوالي 2,258,908 نسمة (2010) وتعتبر ثالث أكبر مركز تجمع سكاني ورابع مدينة من حيث أكثر عدد السكان في اليابان.

## التاريخ
بدأت المدينة تتطور منذ بداية القرن الـ17 م، عندما قرر القائد الياباني «توكوغوا إيئه-ياسو» مؤسس سلالة توكوغاوا، نقل عاصمة مقاطعة أواري من كيوسو التي تبعد حوالي سبع كيلومترات إلى مكان ناغويا الحالي (كان اسمها يكتب 那古野) عام 1610.
بنيت قلعة ناغويا من مواد أخذت من قلعة كيوسو واشترك حوالي 60 ألف عامل في بناءها، وبعد فترة أصبح ضريح أتسوتا محطة باسم «ميا» على طريق توكايدو الذي يربط طوكيو مع كيوتو ونشأت بلدة حول الضريح لخدمة المسافرين، ومع السنوات وبدمج قلعة ناغويا والبلدة حول الضريح نشأ ما يعرف اليوم بمدينة ناغويا.
عرفت مرحلة تطور اقتصادي وصناعي سريع أثناء الفترة بعد 1880. في عام 1907 تم ضمها إلى ميناء أتسوتا (إلى الجنوب). تعرضت إلى دمار كبير بعد الحرب العالمية الثانية. وأغلب المباني الموجودة اليوم تم تشييدها في مرحلة ما بعد الحرب.

## المعالم
تضم ناغويا معالم مشهورة:

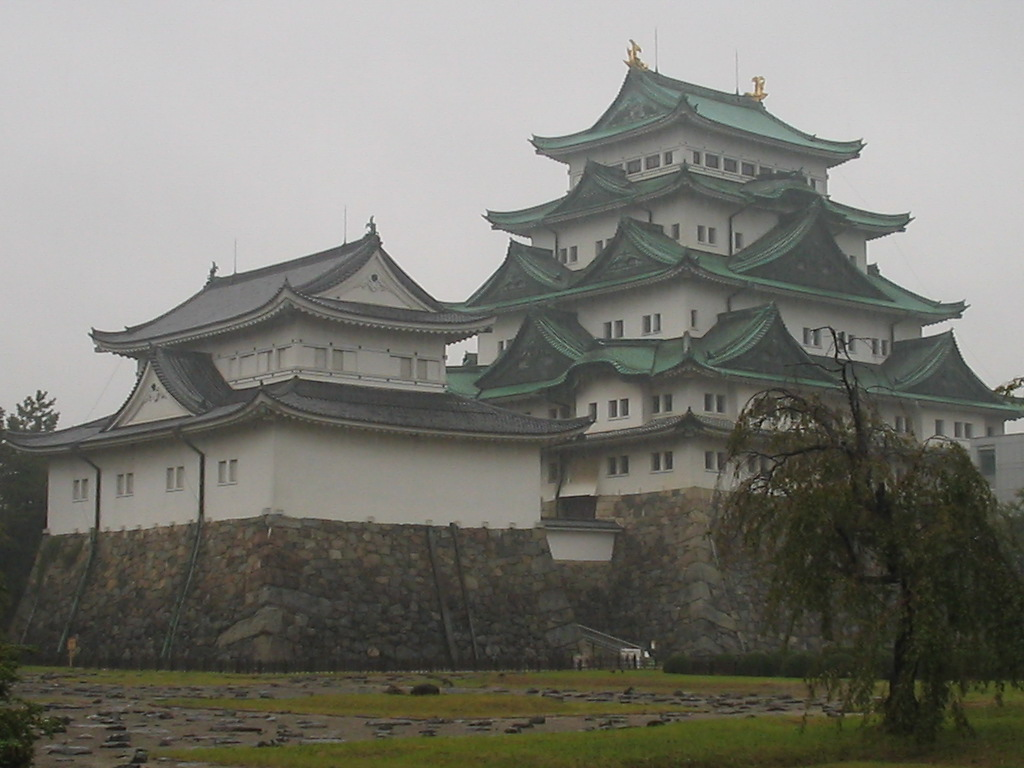
قلعة ناغويا (ناغويا-جو): أهم معالم المدينة.

- قلعة ناغويا، والذي بني عام 1612 م، ثم دمر أثناء القصف الأمريكي (الحرب العالمية الثانية) عام 1945. وأعيد بناءه بعدها سنة 1959،
- في جوار المدينة يقع اثنان من أهم المزارات الشنتوية في البلاد: مزار أتسوتا ومزار إيسه.

## الأحياء
تضم ناغويا 16 حي هي:
| - تسوتا-كو - تشيكوسا-كو - هيغاشي-كو - كيتا-كو - ميتو-كو - ميدوري-كو - مينامي-كو - ميناتو-كو | - ميزوهو-كو - مورياما-كو - ناكا-كو - ناكاغاوا-كو - ناكامورا-كو - نيشي-كو - شووا-كو - يمباكو-كو |

## النقل
تخدم ناغويا عن طريق مطار تشوبو الدولي ومطار ناغويا.
في نطاق نقل السكة الحديدية محطة ناغويا أكبر المحطات في ناغويا حيث تربط خط توكايدو للشينكانسن، خط توكايدو الرئيسي، خط تشوأو الرئيسي وشبكة مترو ناغويا.
في النقل البحري يعتبر ميناء ناغويا أحد أكبر الموانئ في اليابان وتستخدمه شركة تويوتا كميناء رئيسي لتصدير منتجاتها.

## الاقتصاد
تعد ناغويامن أقدم الموانئ في البلاد، تقع المدينة داخل خليج إيزي. هي مركز صناعي هام، ومن نشاطاتها الاقتصادية: تحويل الحيديد والصلب، الكيماويات، صناعة السيارات، صناعة المركبات الجوية (الطائرات وغيرها)، الصناعات النسيجية.

## التعليم والثقافة
توجد في مدينة ناغويا العديد منها جامعة ناغويا، جامعة مدينة ناغويا، ومعهد ناغويا للتقنية.
من بعض أشهر الأطعمة في ناغويا هي ميسوكاتسو (شريحة لحم خنزير مع ميسو).

## الرياضة
مدينة ناغويا تضم بعض الفرق الرياضية المحترفة منها تشونيتشي دراغونز في لعبة كرة القاعدة، ونادي ناغويا غرامبوس في لعبة كرة القدم.

## توأمة
لمدينة ناغويا 5 مدن توأم حول العالم:
- الولايات المتحدة، لوس أنجلوس
- المكسيك، مكسيكو
- الصين، نانجينغ
- أستراليا، سيدني
- إيطاليا، تورينو

## أشخاص من المدينة

### قادة
- أودا نوبوناغا
- تويوتومي هيده-يوشي
- توكوغاوا إيه-ياسو

### صناعيون
- ساكيشي تويودا، مؤسس شركة تويوتا للنسيج
- كيشيرو تويودا، مؤسس شركة تويوتا للمحركات
- أكيو موريتا، مؤسس مشارك في سوني